# 丁尼生角
77°22′S 168°18′E / 77.367°S 168.300°E
丁尼生角是南極洲的海岬，位於羅斯島北端，處於伯德角東南面46公里，該海岬在1900年2月由英國探險隊發現，現時由南極條約體系管理。